# Ser abissal
O ser abissal, criatura abissal ou animal abissal são termos para os seres vivos aquáticos que vivem abaixo da zona eufótica do oceano, conhecida como zonas abissais, parte mais profunda dos oceanos que geralmente possui mais de 2 km de profundidade, com temperaturas muito baixas e sem luz. Essas criaturas sobrevivem em condições extremamente difíceis, com centenas de bars de pressão, pequenas quantidades de oxigénio, pouquíssimo alimento, sem luz solar e frio constante e extremo. A maioria das criaturas dependem dos alimentos que fluem de cima para baixo. Essas vivem em ambientes muito exigentes, como a zona abissal que, a milhares de metros abaixo da superfície, é quase completamente desprovida de luz; e a água fica entre 3 e 10 graus. Devido à profundidade, a pressão é entre 20 e 1000 bars. 

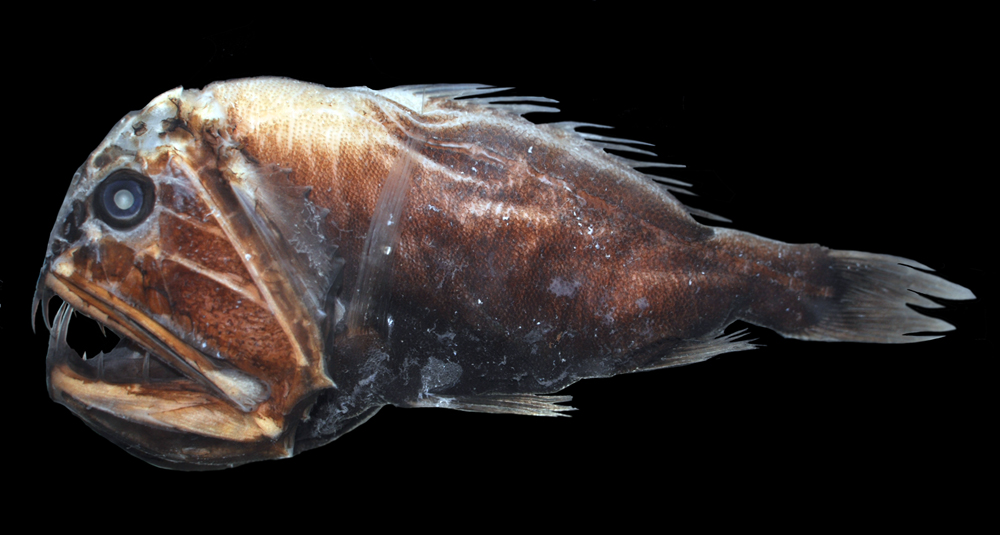
Anoplogaster cornuta, conhecido como peixe-ogro.

Para sobreviverem num ambiente tão inóspito, apresentam diversas adaptações. Alguns peixes abissais têm boca e estômago capazes de engolir presas com o dobro do seu tamanho, por conta de ter um corpo elástico. Muitos desses peixes também apresentam bioluminescência e lançam flashes ocasionais para atrair suas presas , ajudando a iluminar o ambiente. Também possuem esqueletos leves.

## Adaptação a pressão barométrica
Estes animais possuem adaptações que permitem sua sobrevivência na pressão extrema das zonas abissais. A pressão aumenta em cerca de um bar a cada dez metros. Para lidar com a pressão, muitos peixes são bem pequenos, geralmente não excedendo 25 cm de comprimento. Além disso, os cientistas descobriram que quanto mais profundas essas criaturas vivem, mais gelatinosa é sua carne e mais mínima é sua estrutura esquelética. Estes seres também eliminaram todas as cavidades em excesso, que colapsariam sob a pressão, como a bexiga natatória.

## Adaptação ao escuro abissal

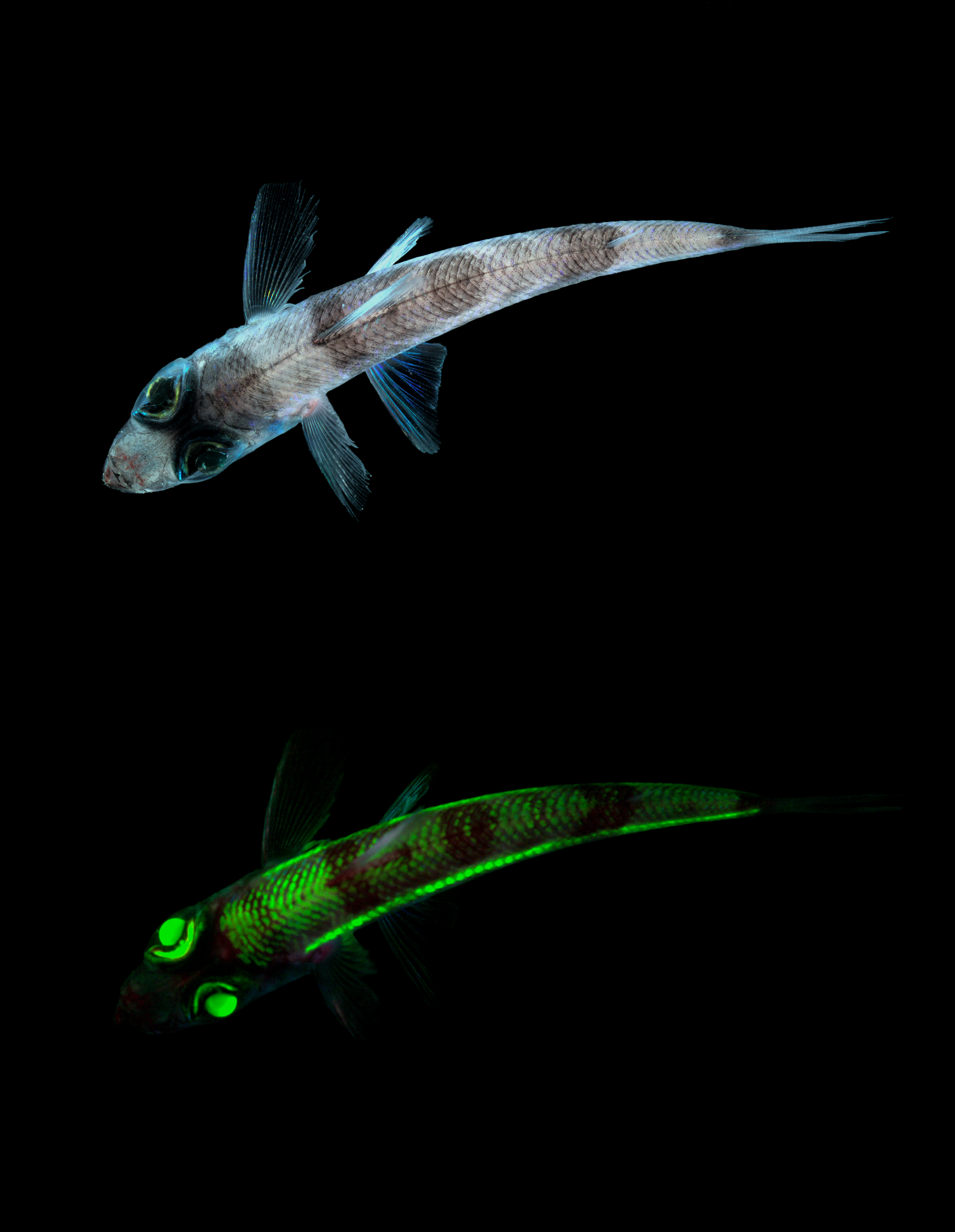
Peixes com características de Bioluminescência

Alguns seres abissais possuem hastes para atrair as presas com uma luz na ponta. Essa luz é gerada a partir de uma glândula de pele que compreende uma lente, refletora de duas substâncias químicas: a luciferina, que serve como combustível; e a luciferase, que serve como catalisador, sendo lançada e provocando uma combustão. Porém, a luz lançada é fria, sendo uma emissão de luz sem emitir calor junto.
As condições peculiares existentes no fundo favoreceram o desenvolvimento de uma fauna bem diferente daquela encontrada na superfície.
Além de 100 metros na água escura e fria, as plantas desaparecem. Logo, a vida macroscópica no fundo do mar é composta inteiramente por animais. Aqueles que vivem nas zona abissais são surpreendentes:
- Alguns peixes têm bocas desproporcionais ao seu tamanho, muitas vezes com ganchos.
- Eles podem ter um queixo e um estômago altamente expansível, que lhes permite absorver os indivíduos grandes.
- A escuridão abissal explica o grande número de espécies que são cegas ou, inversamente, as espécies com olhos muito grandes, muitas vezes da ampliação de globulares, que lhes permite captar mais luz.
- Alguns corpos são capazes de emitir luz das velas. O fenômeno da bioluminescência é particularmente bem desenvolvido nos peixes e cefalópodes das profundezas.

Os peixes tem chamarizes na ponta da cabeça ou no final do apêndice, que servem como luzes.

### Bioluminescência
A bioluminescência é a capacidade de um organismo criar luz através de reações químicas. As criaturas a usam de várias maneiras: para iluminar seu caminho, atrair presas ou seduzir um companheiro. Muitos animais subaquáticos de zonas abissais são bioluminescentes.
Algumas criaturas, como o peixe-pescador, têm uma concentração de fotóforos em um membro pequeno que se projeta de seu corpo, que eles usam como atração para pegar peixes curiosos. A bioluminescência também pode confundir inimigos. O processo químico desta requer pelo menos dois produtos químicos: um que produz luz, chamado luciferina; e o químico causador da reação, chamado luciferase. Esta última catalisa a oxidação da luciferina, causando luz e resultando em uma oxiluciferina inativa. A luciferina fresca deve ser trazida através da dieta ou por meio de síntese interna.

## Hábitos
Os hábitos desses seres são diferenciados. Alguns sobem para a superfície à noite para alimentar-se comendo plâncton, outros vivem nas profundezas. Os seres abissais são seres capacitados a viver em altas pressões, por isso a superfície não é uma zona restrita para eles. No entanto, como a maioria é cega ou tem visão prejudicada, não sobem à superfície.
Alguns apresentam uma "vara de pesca" com a qual, literalmente, pescam seu alimento. Na ponta dessa vara, há geralmente algum tipo de isca ou uma luz que faz com que o alimento siga até sua boca. Existem muitas dificuldades para esses seres: as altíssimas pressões, as temperaturas baixas, a dificuldade de reprodução e de encontrar comida, dentre outras.

## Reprodução
A reprodução é outra dificuldade para esses seres. Um caso especial é o Melanocetus johnsonii, em que o macho, ao encontrar a fêmea, se junta a ela, passando a ter a mesma circulação, como um parasita; a única serventia do macho é armazenar esperma para a fertilização da parceira. Outros seres abissais são hermafroditas, e quando não encontram um parceiro, se autofecundam; em alguns, a diferenciação sexual é apenas uma questão de amadurecimento.

## Algumas espécies de criaturas abissais
Os chamados seres abissais são representados por estranhas espécies de peixes com características extremamente peculiares e diferentes do que estamos acostumados.
Existem várias outras espécies abissais, como os crustáceos, as águas-vivas, as esponjas, os peixes-dumbo, os peixes de vidro, entre outros. Não existem seres fotossintetizantes, portanto, não há possibilidade de existir vida herbívora nas fossas abissais. Muitos se alimentam de plâncton, restos de peixe e de outros animais da superfície.
- Ctenophora - alguns representantes com bioluminescência
- Tubarão-boca-grande
- Peixe-pescador
- Melanocetus johnsonii

O distinto habitat influencia as cores desses peixes, que são geralmente marrons, cinzas e negros. E os seus nomes podem mudar de acordo com a região e país.

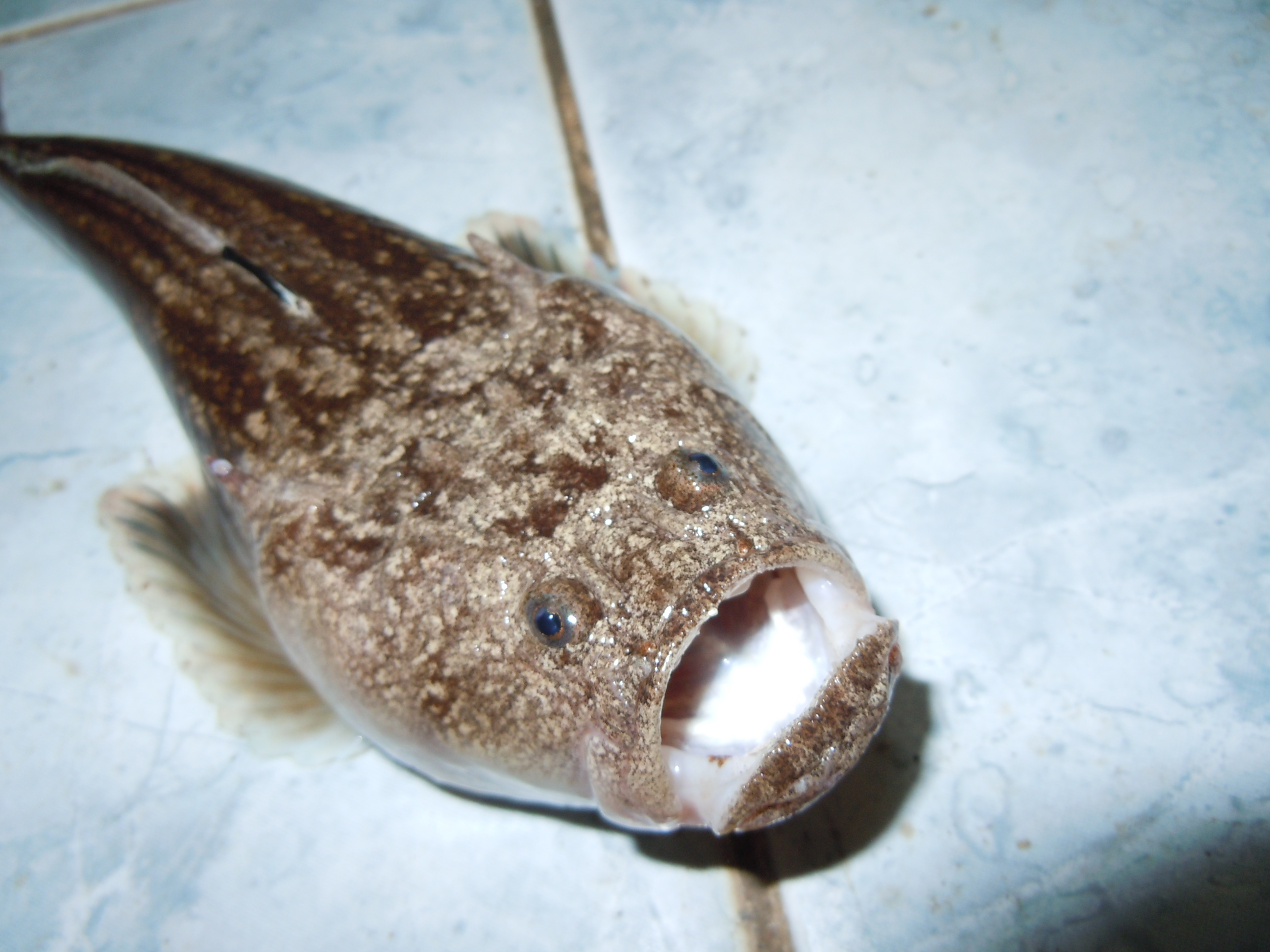
Stargazer fish ou peixe-ogro

### Peixe-ogro
Também conhecido como peixe-ogro, é uma espécie da família “Anoplogastridae”, que vive em águas tropicais do Oceano Pacífico e Oceano Atlântico, a mais de 5000 metros de profundidade. Sua principal característica são os dentes caninos, os maiores encontrados nas espécies de peixes. O peixe-ogro é um peixe muito pequeno, um dos menores dos oceanos, porém robusto. Sua aparência tenebrosa se deve aos dentes, olhos enormes e espinho na cabeça. No entanto, são tidos como peixes inofensivos.
os filhotes alimentam-se principalmente por filtração do zoopláncton da água, enquanto os adultos têm como alvo outros peixes e lulas. Os dentes e bocas destes animais são uma característica comum entre as criaturas pequenas do abismo (por exemplo, Viperfishes, Daggertooths, Bristlemouths, Barracudinas, Tamboris).

### Ctenophora

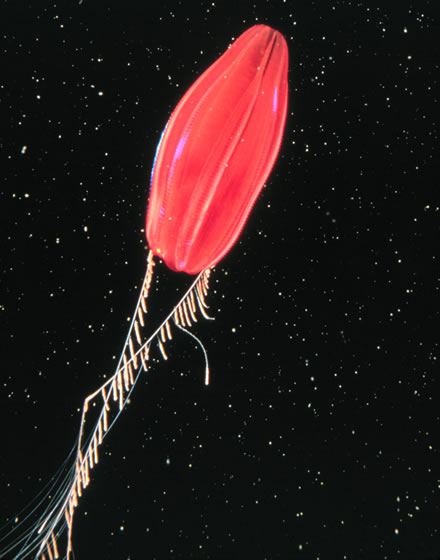
Ctenophora, popularmente conhecido como carambola-do-mar

São conhecidos pelos nomes comuns carambola-do-mar ou águas-vivas-de-pente. É um filo de animais marinhos com distribuição natural cosmopolita presentes nas águas oceânicas e estuarinas. São organismos majoritariamente planctónicos; alguns são  bentónicos, bioluminescentes, que apresentam como característica distintiva a presença de pentes formados por grupos de cílios que utilizam para nadar. São os maiores animais não coloniais conhecidos que se locomovem utilizando cílios, apresentando tamanhos adultos que vão de cerca de 1 a 1,5 milímetros de comprimento. São superficialmente semelhantes às medusas pela sua morfologia globosa, presença de uma mesogleia gelatinosa e pela transparência das suas membranas, embora estas semelhanças com as medusas representem mais uma convergência evolutiva do que um relacionamento filogenético próximo com os cnidaria. O grupo está presente no registo fóssil desde o cambriano.

### Peixe-pescador

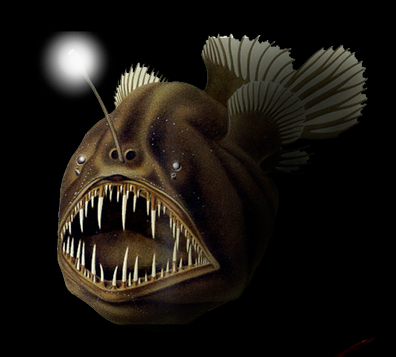
Humpback anglerfish ou tamboril

Com uma cabeça desproporcional ao corpo, possui afiadíssimos dentes e uma estranha antena no alto da cabeça, utilizada para o ataque, parecida com uma vara de pesca. Por isso também é conhecido como peixe-pescador. Ele abocanha suas vítimas utilizando-se do processo de bioluminescência, emitindo luz para atraí-las. Uma de suas principais características é sua capacidade de camuflagem. Ele se esconde junto ao fundo do oceano e fica praticamente invisível à espera das presas.

### Caranguejo-aranha
É um dos mais gigantescos animais abissais. Muito encontrado na costa japonesa, o caranguejo-aranha gigante, quando com as patas esticadas, pode atingir até 4 metros e pesar 20kg.

### Peixe dragão
Encontrados nos Oceano Índico e Oceano Pacífico, esses peixes são predadores muito competentes por possuírem diversos espinhos dorsais e peitorais, com os quais prendem suas vítimas, engolindo-as por inteiro. Esses espinhos também têm glândulas que armazenam veneno. Esta espécie caça durante a noite e passa o dia escondida em fendas entre rochas e corais.

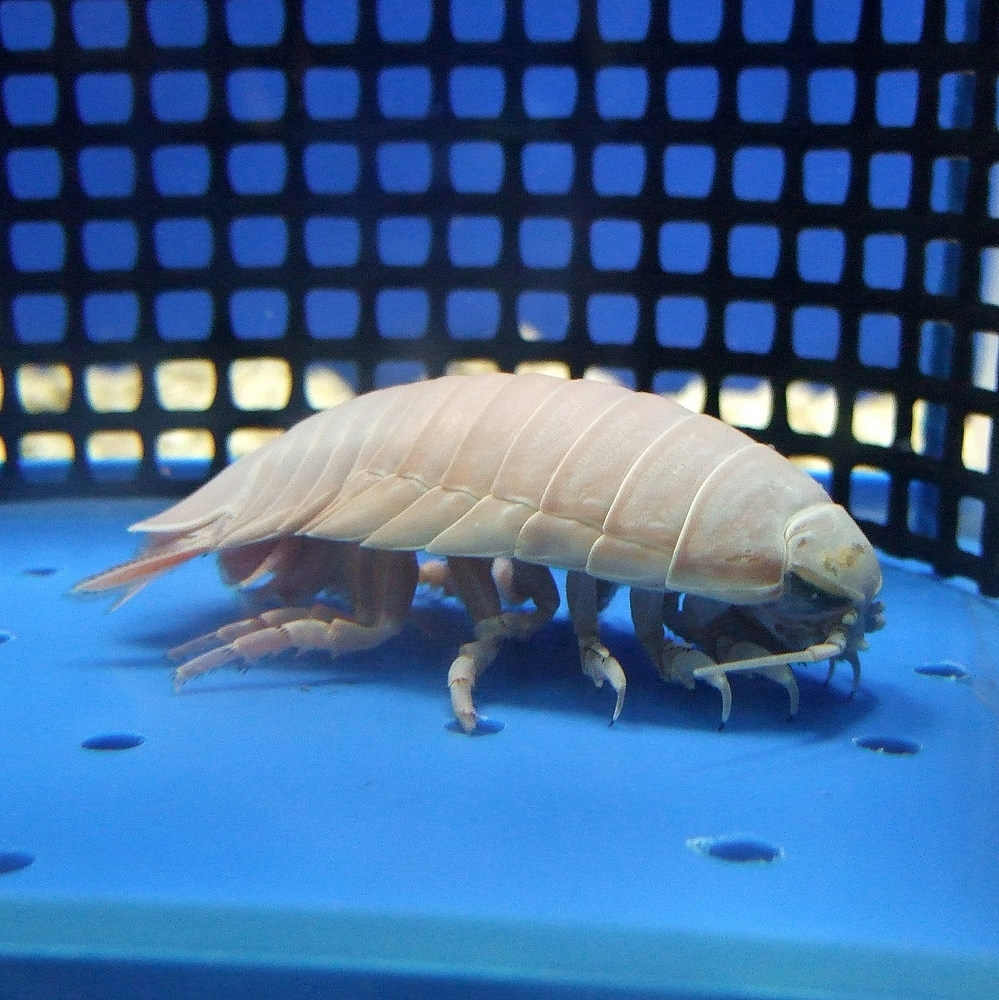
Isópode gigante

### Isópode gigante
Um isópode gigante é uma das quase 20 espécies de grandes isópodos (crustáceos ligeiramente relacionados aos camarões e caranguejos, que são decápodos) no gênero Bathynomus. Eles são abundantes nas águas frias e profundas dos Oceano Atlântico, Oceano Pacífico e Oceano Índico. Bathynomus giganteus, a espécie em que se baseia o generitype, é muitas vezes considerado o maior Isópodo do mundo, embora outras espécies comparativamente mal conhecidas de Bathynomus possam atingir um tamanho similar (por exemplo, B. kensleyi). Os isópodos gigantes são conhecidos por sua semelhança com o woodlouse (pill bug), ao qual estão relacionados.

Os isópodes gigantes são um bom exemplo de gigantismo abissal ou profundo, pois são muito maiores do que os isópodes "típicos". Bathynomus pode ser dividido em espécies "gigantes", onde os adultos geralmente têm entre 8 e 15 cm (3.15 e 5.91 in); e espécies "supergigantes", onde os adultos geralmente têm entre 17 e 50 cm (6.69 e 19.69 in). Uma das "supergigantes", B. giganteus, atinge um comprimento médio entre 19 e 36 cm (7.48 e 14.17 in), com um peso e comprimento máximo de aproximadamente 1.7 kg (3.75 lb) e 76 cm (29.92 in), respectivamente.